# Coalition pour l'abolition de la prostitution
La Coalition pour l'Abolition de la Prostitution (CAP International) est une coalition de 37 associations de terrain présentes dans 29 pays. Cette organisation non gouvernementale internationale plaide en faveur du modèle abolitionniste de la prostitution, afin de lutter contre la prostitution et la traite des êtres humains à des fins d'exploitation sexuelle.

## Histoire
CAP International a été co-créé en 2013 par 9 associations de terrain. Parmi elles : la Concertation des Luttes contre l'Exploitation Sexuelle (Canada), Reden/KFUKS Sociale Arbejde (Danemark), la Fondation Scelles, le Mouvement du Nid (France), SOLWODI (Allemagne), Apne Aap (Inde), Ruhama (Irlande) et la Comisión para la Investigación de Malos Tratos a Mujeres (Espagne).  
La coalition a été lancée officiellement à l'occasion de son premier congrès mondial pour l'abolition de la prostitution à Paris en 2014. Depuis, elle n'a cessé de s'étendre, pour atteindre 37 associations aujourd'hui. 

## Structure
Elle est caractérisée par son réseau international d'ONG indépendantes sur 5 continents. Ses associations membres sont fondées et/ou travaillent avec des femmes ayant connu la prostitution, dans un but de défense des droits des femmes et des filles en situation de prostitution.

## Objectifs
Quatre missions principales découlent de son objet social :
1. Plaider avec ses associations membres pour l'adoption de législations abolitionnistes, au niveau national et international et renforcer l'accès des associations de terrain aux espace de prises de décisions[7],[8].
2. Mettre en relation et renforcer l'échange de bonnes pratiques entre des organisations de terrain engagées dans la lutte contre la prostitution et l’exploitation sexuelle à l’échelle mondiale[9].
3. Sensibiliser le grand public pour déconstruire les mythes sur la prostitution et inverser la stigmatisation des personnes en situation de prostitution en la redirigeant vers les proxénètes et les clients[10]. En 2020, CAP International avait sensibilisé 430 000 personnes[9].
4. Proposer un accompagnement aux personnes prostituées, en répondant à leurs besoins spécifiques et individuels, afin de leur permettre de quitter la prostitution dans le cadre du programme EXIT[11]. En 2020, les membres de CAP international soutenaient 15 000 personnes en situation de prostitution[9].

## Evènements

### Congrès mondiaux
Depuis 2014, CAP International a organisé quatre Congrès Mondiaux pour l'abolition de la prostitution. Il s'agit du plus grand événement pour mettre fin à l'exploitation sexuelle des femmes dans le monde, réunissant des personnes ayant connu la prostitution, activistes féministes, experts internationaux, travailleurs de terrain, parlementaires et chercheurs.
Le premier congrès mondial s'est tenu à Paris le 12 et 13 novembre 2014. Il a été co-organisé avec le Mouvement du Nid, la Fondation Scelles. Le thème abordé était : « Prostitution et traite des êtres humains dans le monde : une exploitation des plus vulnérables. ». À cette occasion, des parlementaires de France, d’Irlande, du Royaume-Uni, du Canada et du Portugal ont lancé un appel pour l'abolition de la prostitution à destination du Secrétaire Général des Nations-Unies.
Le deuxième était à New Delhi en 2017 et a réuni 250 autres représentants de la société civile venus de plus de 30 pays.
Le troisième à Mayence en 2019. Ce dernier dénonce l'approche règlementariste visant à dépénaliser la prostitution et le proxénétisme, appelant l'Allemagne à revoir sa politique publique considérée par les participants comme dangereuse.
Le quatrième Congrès Mondial a duré 3 jours et s'est tenu à Montréal, au Québec. Il a été ouvert par une marche organisée et coordonnée par 30 personnes ayant connu la prostitution issues de douze pays. Cette marche a rassemblé plus de 200 personnes. On pouvait entendre parmi les slogans scandés durant la marche : « Un oui acheté est un oui imposé. ».     

## Positionnement
CAP International revendique une lecture féministe intersectionnelle de la prostitution, respectueuse des droits humains,. L'association considère la prostitution comme une violence faite aux femmes, et comme étant à l'intersection d'oppressions sexistes, racistes et de classe qui touche principalement les plus discriminées : autochtones, migrantes, précaires et/ou issues des castes opprimées.
Afin de lutter contre ce phénomène, CAP International défend l'adoption de législations abolitionnistes visant à dépénaliser les personnes en situation de prostitution et leur garantir des services de soutien adaptés et des parcours de sortie de la prostitution. Dans un même temps, la coalition souhaite décourager la demande par l'interdiction d'achats d'actes sexuels, en plus d'interdire toutes les formes de proxénétisme,.
Cette coalition et ses membres considèrent qu'accepter un rapport sexuel en échange d'argent résulte de contraintes économiques, compromettant le consentement sexuel libre et éclairé, puisque ce choix est dicté par la nécessité,. Comme le dit Cherie Jimenez, présidente de CAP International, « C'est précisément parce que vous ne voulez pas de cet acte sexuel que les prostitueurs veulent vous payer pour passer outre à votre consentement. ». 
La coalition estime que la loi française du 13 avril 2016 forme un ensemble cohérent en proposant un accompagnement des personnes prostituées (voies de sortie, mesures de protection, etc.), en sensibilisant les jeunes et en luttant contre le proxénétisme et la demande. Elle s'inscrit selon CAP International dans le respect du droit international et européen, ce qui en ferait  une des approches les plus abouties pour lutter contre les violences faites aux femmes, dans le cadre de la prostitution.

## Publications
Pour assurer sa mission de sensibilisation et de plaidoyer, CAP International a publié un certain nombre de documents :

### Livre
- Sibi, H. (2023). Last girl first !: La prostitution à l'intersection des oppressions sexistes, racistes et de classe. Editions Libre[34].

### Brochures
- Théry, G. (2016) Prostitution et droits humains : Etats du droit international et des obligations qui en découlent. CAP International[35].
- Théry, G. et Legardinier, C. (2017) La loi française du 13 avril 2016 visant à renforcer la lutte contre le système prostitutionnel et à accompagner les personnes prostituées. CAP International[36].